# AirTag
De AirTag is een tracker ontwikkeld door Apple Inc. Het product is ontworpen om zoekgeraakte spullen, zoals sleutels en andere producten terug te vinden. Het beschikt over de ultra-wideband-chip U1 waarmee de tracker nauwkeurig gelokaliseerd kan worden. De AirTag werd op 20 april 2021 door Apple onthuld en was te bestellen vanaf 27 april en wordt geleverd sinds 30 april.

## Geschiedenis
De eerste geruchten dat Apple zou werken aan een tracker dateren uit april 2019. In februari 2020 was het gerucht dat Asahi Kasei zich voorbereid zou hebben om tientallen miljoenen ultra-widebandonderdelen aan Apple in het tweede en derde kwartaal van 2020 te leveren. Op 2 april 2020 bevestigde een YouTube-video op de Apple Supportpagina de AirTag. In maart 2021 verklaarde MacWorld dat in de bèta’s van iOS 14.5 de gebruikersomgeving van Zoek mijn-opties had voor objecten en accessoires bedoeld voor de ondersteuning van AirTags.
AppleInsider wees erop dat de bèta ook veiligheidswaarschuwingen had voor ongeoorloofde AirTags, die zich langdurig in iemands omgeving bevinden.

## Functies
De locatie van een AirTag kan worden geraadpleegd in de Zoek mijn-app. Deze app kan op het apparaatje een geluid af laten spelen. IPhones die beschikken over een U1-chip (iPhone 11 of later, excl. iPhone SE 2020) kunnen gebruikmaken van een functie waarmee men nog nauwkeuriger de locatie van de AirTag kan bepalen. Met deze functie kan met de juiste richting en preciezere afstand tot het apparaatje bepalen.
De besturingssystemen van Apple geven een melding wanneer het erop lijkt dat een AirTag van iemand anders met zich meereist. Wanneer een AirTag meer dan drie dagen niet in de buurt geweest is van een apparaat van Apple zal het ook een signaal afgeven om een persoon te alarmeren dat er een AirTag is meegereisd met hun bezittingen.
Gebruikers kunnen een AirTag als verloren melden en een telefoonnummer samen met een bericht achterlaten. Elke andere iPhone-gebruiker kan dit telefoonnummer en bericht tegenkomen in de sectie “identificeer verloren object” in de Zoek mijn-app. Hierbij wordt gebruikgemaakt van near-field communication (NFC). Een mobiel met Android en NFC kan een AirTag identificeren met een “tap”, welke een koppeling zal openen naar een website met het telefoonnummer en achtergelaten bericht.
Een AirTag vereist een Apple ID en een apparaat dat draait op iOS of iPadOS 14.5 of nieuwer.